# 唐坚
唐坚（1957年5月—），中华人民共和国政治人物，山东莱州市人，中国共产党成员。1975年参加工作，曾任四川省政协副主席等职务。

## 生平
唐坚早年曾作为知识青年在四川省涪陵县堡子公社（今重庆市涪陵区）插队，后成为生产队长。1976年加入中国人民解放军，先后在北京军区、四川省涪陵军分区任职。1986年离开军队，先后在四川省人大常委会办公厅、四川省人民政府任职。1992年8月，他被外放至泸州市，出任市府驻地市中区党委副书记、区长。1994年，唐坚升任泸州市副市长，并兼任同市党委政法委副书记。
1996年12月，唐坚调回成都市，出任四川省经贸委副主任、党组成员。1999年12月，再度外放至自贡市，出任中共自贡市委书记:496-497，直到2006年3月调离自贡。在此期间，他曾于2000年至2001年:536、2003年至2006年兼任同市人大常委会主任，并于2002年当选为中共十六大代表。
2006年4月，调离自贡后，唐坚回到成都，出任四川省科学技术厅厅长。2009年12月，转任中共乐山市委书记。2016年1月，当选为四川省政协副主席，直到2018年1月届满卸任。